# Joonas Kokkonen
Joonas Kokkonen (13. listopadu 1921 Iisalmi – 2. října 1996 Järvenpää) byl finský hudební skladatel, klavírista a pedagog. Jeho opera Poslední pokušení zaznamenala více než 500 nastudování po celém světě.

## Hudební život
Narodil se v Iisalmi, ale většinu života prožil ve městě Järvenpää, které také získalo označení „Villa Kokkonen“. Během druhé světové války sloužil ve finské armádě.
Vystudoval univerzitu v Helsinkách a poté se na Sibeliově akademii učil kompozici. Později se stal hudebním pedagogem. Mezi jeho posluchače patřil také Aulis Sallinen. Vyjma skladatelství se aktivně účastnil finského kulturního života, v němž zastával několik funkcí, mezi jinými byl předsedou Společnosti finských skladatelů a Výboru koncertního centra. Po smrti Uuna Klamiho se stal členem Finské akademie věd.
Některé zdroje uvádějí jako den úmrtí 1. října 1996 (New Grove Dictionary, internetové stránky), další pak 2. října 1996 (internetové stránky, včetně Finského hudebního centra) a výjimečně také 20. října 1996 (New Grove Dictionary of Opera).
Období tvorby se dělí do tří období. První rané neoklasicistní trvalo mezi lety 1948 až 1958. Střední perioda, v níž uplatňoval dvanáctitónový styl, byla poměrně krátká v letech 1959 až 1966 a pozdní neoromantická éra tvorby s volným tónováním začala roku 1967 a pokračovala po zbytek jeho života.
Ve třetím období složil hudbu, která se prosadila v zahraničí. Řadí se k ní poslední dvě symfonie „...durch einen Spiegel“ pro dvanáct smyčců, Requiem a opera z roku 1975 Poslední pokušení (finsky Viimeiset kiusaukset), která byla inspirovaná životem a smrtí finského buditele a kazatele Paava Ruotsalainena. Do repertoáru ji v roce 1983 zařadila například newyorská Metropolitní opera a v sezóně 2004/2005 také pražské Národní divadlo.

## Výbor z díla
- Seznam děl v Souborném katalogu ČR, jejichž autorem nebo tématem je Joonas Kokkonen

### Orchestrální skladby
- Hudba pro smyčcový orchestr (1957)
- Symfonie č. 1 [1960)
- Symfonie č. 2 (1960–61)
- Opus Sonorum (1964)
- Symfonie č. 3 (1967)
- Symfonické črty (1968)
- Symfonie č. 4 (1971)
- Inauguratio (1971)
- „...durch einem Spiegel“ (1977)
- Il passagio (1987)
- Symfonie č. 5, nedokončena (1982–96?)

### Koncerty
- Koncert pro cello a orchestr (1969)

### Komorní skladby
- Klavírní trio (1948)
- Klavírní kvintet (1951–53)
- Duo pro housle a klavír (1955)
- Smyčcový kvartet č. 1 (1959)
- Sinfonia da camera (1961–62)
- Smyčcový kvartet č. 2 (1966)
- Wind Quintet (1973)
- Sonáta pro viloncello a klavír (1975–76)
- Smyčcový kvartet č. 3 (1976)
- Improvisazione pro housle a klavír (1982)

### Klavírní skladby
- Improvizace pro klavír (1938)
- Suita Pielavesi pro klavír (1939)
- Dvě malá preludia pro klavír (1943)
- Sonatina pro klavír (1953)
- Religioso pro klavír (1956)
- Maličkosti pro klavír (1969)

### Varhanní skladby
- Lux aeterna pro varhany (1974)
- Haasoitto pro varhany
- Luxta Crucem pro varhany
- Surusoitto pro varhany

### Zpěvy
- Tři skladby k básním od Einariho Vuorela (1947)
- Tři dětské vánoční skladby (1956–58)
- Hades of the Birds Song Cycle for Soprano and Orchestra (1959)
- Dva monology z Posledního pokušení pro bas a orchestr (1975)

### Sbory
- Missa a capella (1963)
- Laudatio Domini (1966)
- Erekhteion, kantáta (1970)
- Ukko-Paavon Virsi pro sbor (1978)
- Requiem (1979–81)
- „S jeho prsty hrál Väinämöinen“ pro mužský sbor (1985)

### Opera
- Poslední pokušení (1972–1975)